# Hugo Rosenqvist
Anders Hugo Rosenqvist, född 30 november 1905 i Söderhamn, död 24 december 1991 i Engelbrekts församling, Stockholm, var en svensk läkare.
Efter studentexamen vid högre allmänna läroverket i Söderhamn 1924 blev Rosenqvist vid Karolinska institutet medicine kandidat 1927, medicine licentiat 1932, medicine doktor 1947 och docent 1948. Han innehade läkarförordnanden i kirurgi vid Lidköpings och Söderhamns lasarett, vid Sankt Görans sjukhus och Karolinska sjukhuset i Stockholm, var biträdande överläkare vid kirurgiska kliniken på Karolinska sjukhuset 1948–1958 och överläkare vid kirurgiska kliniken II på Södersjukhuset 1958–1970. Han tilldelades professors namn 1969. Han var sakkunnig läkare vid Försäkringsrådet 1947–1961 och vid Försäkringsöverdomstolen 1962–1981 samt ordförande Svenska Läkaresällskapet 1968–1969.